# Wapen van Grathem

Wapen van Grathem

Het wapen van Grathem werd op 31 mei 1873 verleend door de Hoge Raad van Adel aan de Limburgse gemeente Grathem. Per 1991 ging Grathem op in gemeente Heythuysen. Het gemeentewapen kwam daardoor te vervallen. De bisschopsstaf in het wapen van Grathem werd opgenomen in het wapen van Heythuysen. Sinds 2007 valt Grathem onder gemeente Leudal

## Blazoenering
De blazoenering van het wapen luidde als volgt:
Een schild van lazuur, waarop een naar voren gekeerden bisschop, houdende in de regterhand eene overdekte miskelk, in de linkerhand een bisschopsstaf, alles van goud; de bisschop is ter halverwege geplaatst achter een schild van zilver gevierendeeld met vier klimmende leeuwen van keel.
De heraldische kleuren zijn lazuur (blauw), goud (goud of geel) en keel (rood).

## Geschiedenis
In het wapen zijn de patroonheilige Severinus van Keulen en het wapen van Margaretha van Brederode, vorstin-abdis van het Abdijvorstendom Thorn van 1531 tot 1577.

## Verwant wapen

Wapen van Heythuysen